# ردمی نوت ۸
ردمی نوت ۸، ردمی نوت ۸تی و ردمی نوت ۸ پرو (انگلیسی: Redmi Note 8) تلفن‌های هوشمند توسعه یافته توسط ردمی(زیرمجموعه ای از شرکت شیائومی) هستند. این تلفن‌ها در ۲۹ اوت ۲۰۱۹ در رویدادی که در چین برگزار شد، معرفی شدند. ردمی نوت ۸ پرو اولین تلفن هوشمندی است که با سنسور دوربین اصلی 64 مگاپیکسلی منتشر شده‌است. نوت ۸ پرو در ۲۳ سپتامبر ۲۰۱۹ در ایتالیا عرضه شد.

## مشخصات فنی
| انواع                          | ردمی نوت ۸                                                      | ردمی نوت ۸تی                                                    | ردمی نوت ۸ پرو                                                  |
| ------------------------------ | --------------------------------------------------------------- | --------------------------------------------------------------- | --------------------------------------------------------------- |
| پردازنده                       | کوالکام اسنپ‌دراگون ۶۶۰                                          | کوالکام اسنپ‌دراگون ۶۶۰                                          | مدیاتک هلیو جی۹۰تی                                              |
| NFC                            | نه                                                              | بله                                                             | بله                                                             |
| باتری                          |                                                                 |                                                                 |                                                                 |
| قابل تعویض توسط کاربر          | خیر                                                             | خیر                                                             | خیر                                                             |
| نوع باتری                      | باتری لیتیم پلیمر                                               | باتری لیتیم پلیمر                                               | باتری لیتیم پلیمر                                               |
| ظرفیت باتری                    | ۴۰۰۰ میلی‌آمپر ساعت                                              | ۴۰۰۰ میلی‌آمپر ساعت                                              | ۴۵۰۰ میلی‌آمپر ساعت                                              |
| شارژ سریع                      | ۱۸ وات کوییک شارژ ۳٫۰ کوالکام، MediaTek Pump Express compatible | ۱۸ وات کوییک شارژ ۳٫۰ کوالکام، MediaTek Pump Express compatible | ۱۸ وات کوییک شارژ ۳٫۰ کوالکام، MediaTek Pump Express compatible |
| شارژ سریع هنگام روشن بودن صفحه | بله                                                             | بله                                                             | بله                                                             |
| شارژ بی‌سیم                     | خیر                                                             | خیر                                                             | خیر                                                             |
| دوربین‌های عقب                  |                                                                 |                                                                 |                                                                 |
| دوربین اصلی                    | ۴۸ مگاپیکسل                                                     | ۴۸ مگاپیکسل                                                     | ۶۴ مگاپیکسل                                                     |
| ضبط ویدئو                      | ۴کی در فریم ریت ۳۰، ۱۰۸۰ در فریم ریت ۱۲۰, ۷۲۰ در فریم ریت ۲۴۰   | ۴کی در فریم ریت ۳۰، ۱۰۸۰ در فریم ریت ۱۲۰, ۷۲۰ در فریم ریت ۲۴۰   | ۴کی در فریم ریت ۳۰، ۱۰۸۰ در فریم ریت ۱۲۰, ۷۲۰ در فریم ریت ۲۴۰   |
| عکس در هنگام ضبط ویدئو         | رزولوشن یکسان با کیفیت ویدئو                                    | رزولوشن یکسان با کیفیت ویدئو                                    | رزولوشن یکسان با کیفیت ویدئو                                    |
| پایدارکننده نگاره              | خیر                                                             | خیر                                                             | خیر                                                             |
| دوربین فوق‌العاده عریض          | ۸ مگاپیکسل                                                      | ۸ مگاپیکسل                                                      | ۸ مگاپیکسل                                                      |
| دوربین سنسور عمق               | ۲ مگاپیکسل                                                      | ۲ مگاپیکسل                                                      | ۲ مگاپیکسل                                                      |
| دوربین ماکرو                   | ۲ مگاپیکسل                                                      | ۲ مگاپیکسل                                                      | ۲ مگاپیکسل                                                      |
| دوربین جلو                     |                                                                 |                                                                 |                                                                 |
| عکس                            | ۱۳ مگاپیکسل                                                     | ۱۳ مگاپیکسل                                                     | ۲۰ مگاپیکسل                                                     |
| ضبط ویدئو                      | ۱۰۸۰ در فریم ریت ۳۰                                             | ۱۰۸۰ در فریم ریت ۳۰                                             | ۱۰۸۰ در فریم ریت ۳۰                                             |